# Trigramação
Trigramação é uma técnica de banco de dados que se utiliza de prefixos para a identificação de campos conforme suas tabelas, ou seja, quando ele for utilizado em outra tabela na forma de chave estrangeira (FK), tornar-se-á mais fácil a interpretação do relacionamento, pois será possível identificar pelo prefixo a tabela a que esse campo pertence.
A trigramação é utilizada para facilitar a identificação da origem de cada atributo, utilizando as iniciais mais significativas da entidade para compor o nome do atributo.